# VAZ-2101
El VAZ-2101 o Lada Zhiguli / VAZ-2101 (també anomenat Lada 2101) és un automòbil de turisme produït des de 1969 fins al 2012 per la marca russa AvtoVAZ, sobre la base d'un disseny de la firma d'automòbils italiana Fiat. Inicialment estava disponible en una sola versió de 4 portes, i amb posterioritat va ser presentada la versió familiar.

## Història
El 16 d'agost de 1966, es reunien a Moscou l'empresa del Soviet de Comerç Exterior de cooperació científica i tècnica amb el fabricant de cotxes italià Fiat, per donar finalment una llum al desenvolupament local de cotxes a la Unió Soviètica per a passatgers per un període de 8 anys.
En el marc del projecte aprovat per construir una nova planta automotriu a la URSS, amb els necessaris trasllats tecnològics i capacitació de personal de producció, la posada en operació de la planta no succeiria fins al 1970. En aquest acord es defineixen els models a produir sota llicència, i després es va autoritzar el seu desenvolupament localment: els primers dos cotxes serien un sedan (VAZ-2101) i una berlina (VAZ-2102), a part del vehicle "de luxe" (VAZ -2103). Com a prototip de la producció es va determinar immediatament que el desenvolupament es faria basant-se en el model Fiat 124, el qual va guanyar el 1967 el títol de "Cotxe de l'Any".
L'estiu de 1966 van ser capacitats i familiaritzats amb el cotxe italià els primers especialistes soviètics per així donar-los a entendre la tasca assignada: un cotxe fiable però assequible a les masses. Les proves d'aquest model a les carreteres soviètiques van anar desvetllant greus problemes amb els costos de producció, especialment el sistema de frenada dels frens posteriors, que eren de disc, tecnologia impossible d'homologar a la Unió Soviètica. La poca distància a terra i la manca de sistema d'anells al motor farien que el seu funcionament fos encara més problemàtic en els camins de terra.
La insatisfacció dels enginyers soviètics durant les tasques tindrien el poc rememorable origen d'un terme d'ús industrial (un motor també anomenat "nizhnevalny" o un sol ús), o absolutament inútil en termes de desenvolupament de disseny addicional. Tots els comentaris dels especialistes soviètics van ser considerats pels dissenyadors italians, i van donar origen a millores substancials, aplicades posteriorment en els cotxes manufacturats a Itàlia.
Canvis menors van ser aplicats en el xassís i la transmissió, i com a resultat, el VAZ-2101 ja era substancialment diferent dels Fiat 124, els seus frens posteriors van deixar el modern sistema de discos reemplaçant-se per un menys fiable, però més econòmic de produir, com és el de campanes o tambors, i una suspensió més senzilla de ballestes que faria que els sots de les rutes sense asfaltar s'enfrontessin de millor manera. En resum: el conjunt d'eixos davanters va ser millorat, i l'eix posterior va ser substituït completament per un sistema més espartà i fàcil de mantenir de ballestes (de cinc fulles) en lloc d'amortidors, i un sistema de direcció d'eix obert amb suport intermedi, a part que l'adherència es faria més gran i en què el seu disseny de transmissió fos modificat. En termes de comoditat, el VAZ-2101 era millor que l'original de la Fiat, perquè els seients davanters es podien transformar en llits, suplint la manca de xarxes hoteleres a la Unió Soviètica, el que seria posteriorment apreciat pels seus milers de nous propietaris.
Curiosament, algunes innovacions han estat aplicades al "model zero" i al "model u", per tal d'unificar-los i fer-ho més semblants possibles a model de luxe del Fiat 124, el Fiat 124S, el que va ser assolit amb el VAZ- 2103. En primer lloc, s'afegeix una porta d'obertura a l'exterior de frontisses molt manejable i resistent al mal ús.
El VAZ-2101 també va mantenir el disseny original dels mirallets retrovisors. En total, al Fiat 124 se li van realitzar més de 800 canvis en el seu disseny, i després va ser nomenat Fiat 124R, o "Fiat 124 russificat", el qual va ser de gran aportació per a l'empresa FIAT; i el seu model el Fiat 124, i amb el qual s'han acumulat una gran quantitat de dades i informació única sobre la fiabilitat dels seus vehicles en condicions extremes.
Els sis primers cotxes de la primera sèrie de cotxes Lada Zhiguli / VAZ-2101 serien posats en servei el 19 d'abril de l'any 1970, i els treballs de producció en les línies de producció principal començarien a l'agost del mateix any. Abans d'acabar l'any a Tolyatti s'haurien fabricat ja prop de 21.530 "Zhigulis", i el 1971 aquesta xifra va augmentar fins als 172.175 vehicles. El pic de producció del VAZ-2101 es donaria el 1973, quan es van fabricar uns 379.007 exemplars. La planta de Tolyatti operaria a la seva màxima i plena capacitat des de 1974.
Per al llançament oficial d'aquest model, al mes de maig de l'any 1972, la Fàbrica d'Automòbils del Volga va ser guardonada amb el Premi Internacional "Golden Mercury". L'any 2000, al VAZ-2101 se'l va nomenar com el millor cotxe domèstic del segle xx; com a resultat d'una enquesta feta a nivell nacional a Rússia, i realitzada per la revista especialitzada "La Roda". Durant tot el seu temps de producció (1970 fins 2012) la Fàbrica d'automòbils de riu Volga ha donat la vida a més de 17.860.000 vehicles basats en la seva plataforma (la producció se situaria des de 1970 fins a 1988) seria de prop dels 4.850 .000, incloent tots els models que prenguessin com a base els components mecànics del VAZ-2101 així com a totes les modificacions que del sedan es van derivar. Sobre la base mecànica del VAZ-2101 es van crear diversos models, i així es va conèixer com el "cotxe clàssic" de la família d'actuacions de la VAZ / Lada, els quals van estar en producció fins al 17 d'abril de 2012, sent cedides les seves drets de producció a la planta local Izhmash ja la planta ucraïnesa Bogdan juntament amb altres dels seus models ja abandonats però amb vendes encara assumibles.

### El Zhiguli al món
El Zhiguli va ser un dels primers models de Lada dels que serien produïts sota llicència de la Fiat, i que com en altres països; seria possible la seva fabricació gràcies als acords de llicència signats amb altres fabricants locals i el autoproductor italià.
A la planta de VAZ s'iniciaria la seva producció gràcies a un acord molt important, que seria signat entre els governs de Itàlia i de la Unió Soviètica, a partir del qual Lada va fabricar aquest model durant dècades amb diverses denominacions, des Lada 2101 a Lada 2107, sent conegut popularment com "Zhiguli", i fins i tot s'arribaria a la construcció de la ciutat annexa a la planta d'assemblatge i fabricació, la qual es va denominar en honor al comunista italià Palmiro Togliatti, gran polític italià de la post-guerra, qui facilités el conveni entre la Fiat i el règim soviètic i qui moriria en Yalta, Ucraïna, això sí; en una de les clàusules d'arranjament s'addiciona que "cap cotxe produït a Rússia podria ser venut a Itàlia".
A Cuba és l'automòbil utilitzat per les forces de seguretat de l'Estat i també és utilitzat com a taxi, a Rússia és l'automòbil més econòmic i més produït, amb més de 17 milions d'unitats manufacturades fins a la data, i que encara a la data se segueix fabricant però ja no per AvtoVAZ, sinó per Izhmash ; una firma que ha comprat fins i tot la llicència de producció del Lada Samara, però en el qual es segueixen retenint pràcticament tots els acabats del model original d'AvtoVAZ .

## Disseny i mecànica

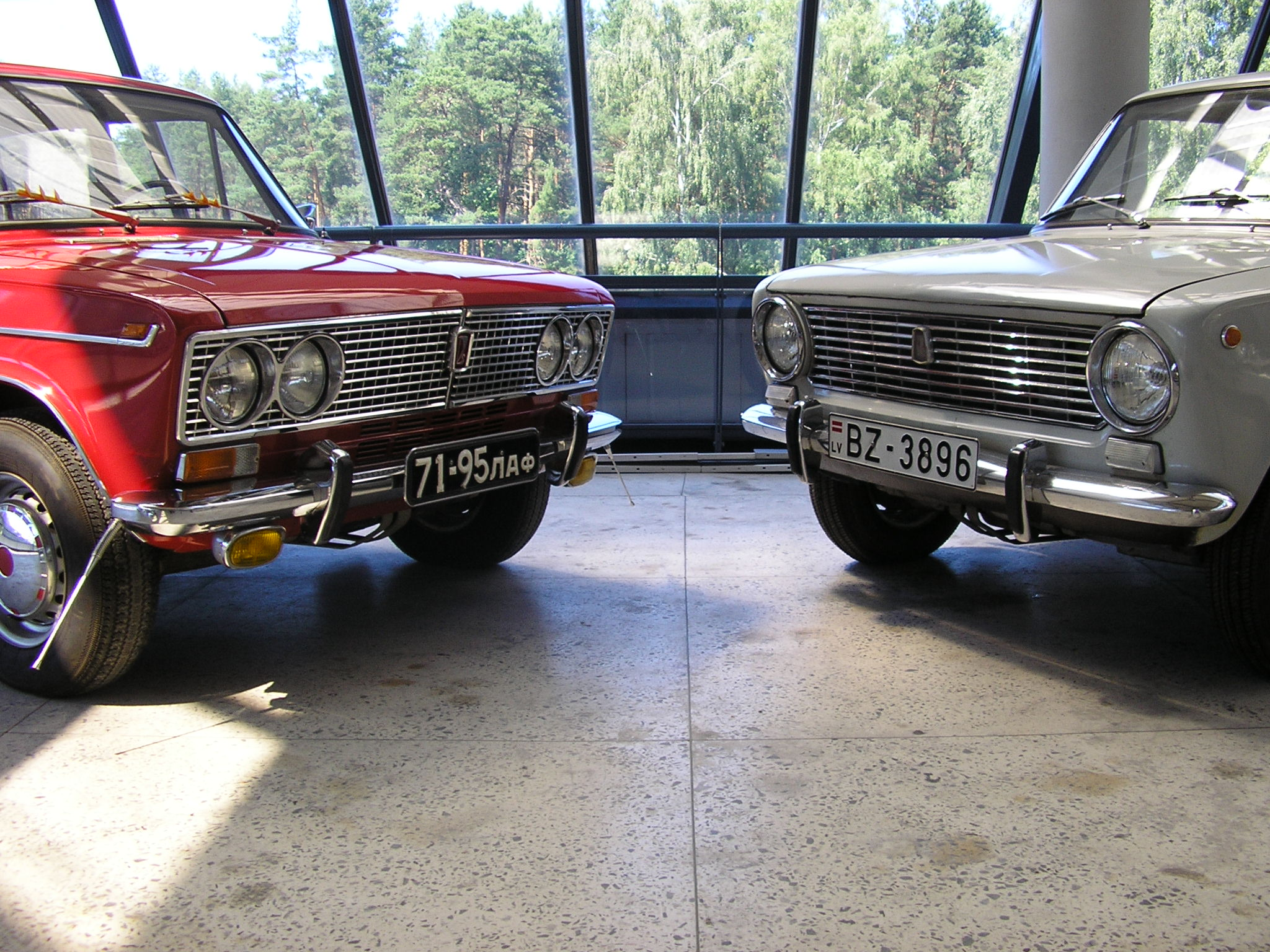
Una foto on es poden apreciar algunes de les diferències estètiques entre el VAZ-2103 (esquerra) i el VAZ-2101 (dreta).

En el marc de cooperació entre els governs socialista d'Itàlia, i el soviètic, el model 124 seria llicenciat per a la seva producció a Rússia, òbviament amb una sèrie de regles que el alienaven per ser única i exclusivament comercialitzat a Rússia (ja que donada les grans cadenes de producció russes li podrien donar un sever cop a la producció italiana), malgrat la qual cosa es van veure uns pocs exemplars en aquest país.
Destacava per ser diferent al model de la Fiat, el qual ja era un model completament acceptat, i en el qual es partia de solucions tècniques clàssiques (tracció posterior i eix posterior rígid, tenint molls i amortidors coaxials), però amb reduccions en certes parts, les quals no afectaven la reputació del model original, i que fins i tot van arribar a ser distintives d'ell mateix, com frens de disc davanters, sistema de preescalfament en les versions inicials, calefacció en tot l'habitacle, entre altres característiques.
En el nou disseny que s'adaptaria per a Rússia, les línies de la carrosseria romandrien invariables, és a dir; una línia de tres volums molt quadrada, però amb molts acabats cromats que li donaven una sumptuositat "molt a l'estil rus".

### Motorització
El motor inicial era el motor Fiat OHV, un quatre cilindres amb un sol arbre, 1,197 litres i una potència de 60 CV, el qual anava acoblat a una caixa de 4 canvis de tipus manual.
Aquest motor, dissenyat per l'italià Aurelio Lampredi, permetia unes bones prestacions per a l'època (145 km/h) i uns consums acceptables. La versió familiar (presentada uns pocs mesos després) era mecànicament idèntica al sedan, però tenia les relacions de canvis més curtes, el que li afavoria en la seva acceleració a plena càrrega, encara que limitava la seva velocitat màxima en el límit mínim 5 km/h.
En la producció soviètic / russa es van realitzar moltes modificacions tècniques, com la incorporació de motors de tipus rotatiu, i modificacions estètiques molt "russes", com una nova graella davantera i posterior, manilles cromades; com les del "Special", i es van afectar totes les variants d'aquest model, la berlina base i a la camioneta familiar, que fins i tot van servir com a "base" d'una altra sèrie de models.
Els motors de la sèrie VAZ-2101 tenien des d'aquesta llavors la major capacitat de cilindratge i la millor (per no dir excel·lent) resposta d'acceleració de tots els turismes soviètic / russos de l'època. En combinació amb una robusta transmissió de quatre velocitats que va brindar gran confiança, fins i tot a conductors amb experiència; la suficient força i fiabilitat per superar les serpentejants muntanyes de la geografia russa, i en conjunt als descensos i ascensos prolongats de la mateixa. La innovació va ser majoritàriament aplicada al circuit de tipus tancat en el sistema de refrigeració, dissenyat per a ús amb anticongelant únicament.
Els principals canvis van afectar els motors, la potència es va incrementar uns 5 CV de mitjana en totes les versions, i en les versions especialitzades, que assolirien prestacions per sobre de la versió familiar, i que fins i tot incorporaven millores pel que fa a l'habitacle i a les suspensions. Abans d'això, els models soviètics de les altres classes de cotxes en circulació es proveïen en el seu dipòsit de compensació de refrigerant amb aigua, i els seus radiadors sovint; els omplerts amb aigua, apareixien en la temporada d'hivern congelats, pel que era necessari "escalfar els esmentats dipòsits" al davant de cada estacionament. i que gràcies a l'aparició en els carrers del VAZ-2101 es crearia una amplíssima xarxa d'estacions de servei assequibles al públic en general, el que feia d'abans de la seva arribada un problema recurrent; i que el soviet suprem aniria solucionant; primer amb xarxes d'autoserveis com les existents en occident, i amb solucions proveïdes pels enginyers en què es millorava el disseny del motor, les quals les solucionaven amb l'addició d'un sistema d'escalfament, i reemplaçant l'aigua amb fluid refrigerant els embussos de l'encesa i del refrigerant.

### Acabats i interior
Al VAZ-2101 es va utilitzar per primera vegada interiors de plàstic en la decoració del seu habitacle intern; fets amb la pretensió de no tenir por de la llum solar directa. Així, la planta AvtoVAZ va portar a la Unió Soviètica un seguit de noves tecnologies i nous materials fins ara desconeguts en la tecnologia automotriu soviètica, estancada en l'enginyeria militar i allunyada de les necessitats civils dels usuaris d'un automòbil.

## Variants
- Lada Zhiguli / VAZ2101-2102 Sedan

| Nom   | Motor | Nom d'exportació | Anys de producció | Notes                    |
| ----- | ----- | ---------------- | ----------------- | ------------------------ |
| 2101  | 1.2L  | lada 1200        | 1970-1982         | Volant a l'esquerra      |
| 21011 | 1.3L  | lada 1300        | 1974-1981         | Volant a l'esquerra      |
| 21012 | 1.2L  | -                | -                 | Volant a la Dreta        |
| 21013 | 1.2L  | Lada 1200 L      | 1977-1983         | Volant a l'esquerra      |
| 21016 | 1.5L  | -                | -                 | Vehicle Policial         |
| 21018 | 1.3L  | -                | -                 | Vehicle amb motor Wankel |
| 21019 | 2.3L  | -                | -                 | Vehicle amb motor Wankel |

- VAZ-2102 Station Wagon

| Nom   | Motor | Nom d'exportació | Anys de producció | Notes                |
| ----- | ----- | ---------------- | ----------------- | -------------------- |
| 2102  | 1.2L  | Lada 1200 Combi  | 1972-1986         | Volant a l'esquerra  |
| 21021 | 1.3L  | Lada 1300 Combi  | 1978-1981         | Volant a l'esquerra. |
| 21022 | 1.2L  | -                | -                 | Volant a la Dreta.   |
| 21024 | 1.3L  | -                | -                 | Volant a la Dreta.   |
| 21023 | 1.5L  | Lada 1500 Combi  | 1977-1984         | Volant a l'esquerra. |
| 21026 | 1.5L  | -                | -                 | Volant a la Dreta.   |

- VAZ-2103 Sedan

| Nom   | Motor | Nom d'exportació | Anys de producció | Notes                            |
| ----- | ----- | ---------------- | ----------------- | -------------------------------- |
| 2103  | 1.5L  | lada 1500        | 1972-1984         | Volant a l'esquerra.             |
| 21033 | 1.3L  | Lada 1300 S      | 1977-1983         | Versions d'exportació únicament. |
| 21035 | 1.2L  | lada 1200SL      | 1972-1981         | Versions d'exportació únicament. |

- VAZ-2106 Sedan

| Nom   | Motor | Nom d'exportació | Anys de producció | Notes                                                          |
| ----- | ----- | ---------------- | ----------------- | -------------------------------------------------------------- |
| 2106  | 1.6L  | Lada 1600        | 1976-2001 / 2005  | Volant a l'esquerra                                            |
| 21061 | 1.5L  | Lada 1500 DL     | 1976-1988         | Volant a l'esquerra, versió d'exportació; únicament al Canadà. |
| 21062 | 1.6L  | lada 1600        | 1976-2001         | Volant a la Dreta, d'exportació únicament.                     |
| 21063 | 1.3L  | Lada 1300 SL     | 1976-1988         | Volant a l'esquerra, versió econòmica                          |
| 21064 | 1.6L  | Lada 1600 SL     | -                 | Versió de luxe, d'exportació únicament, amb caixa de 5 marxes. |
| 21065 | 1.6L  | -                | 1990-2001         | Versió de luxe, d'exportació únicament, amb caixa de 5 marxes. |

- VAZ-2104 Station Wagon

| Nom   | Motor       | Nom d'exportació                                                 | Anys de producció | Notes |
| ----- | ----------- | ---------------------------------------------------------------- | ----------------- | --- |

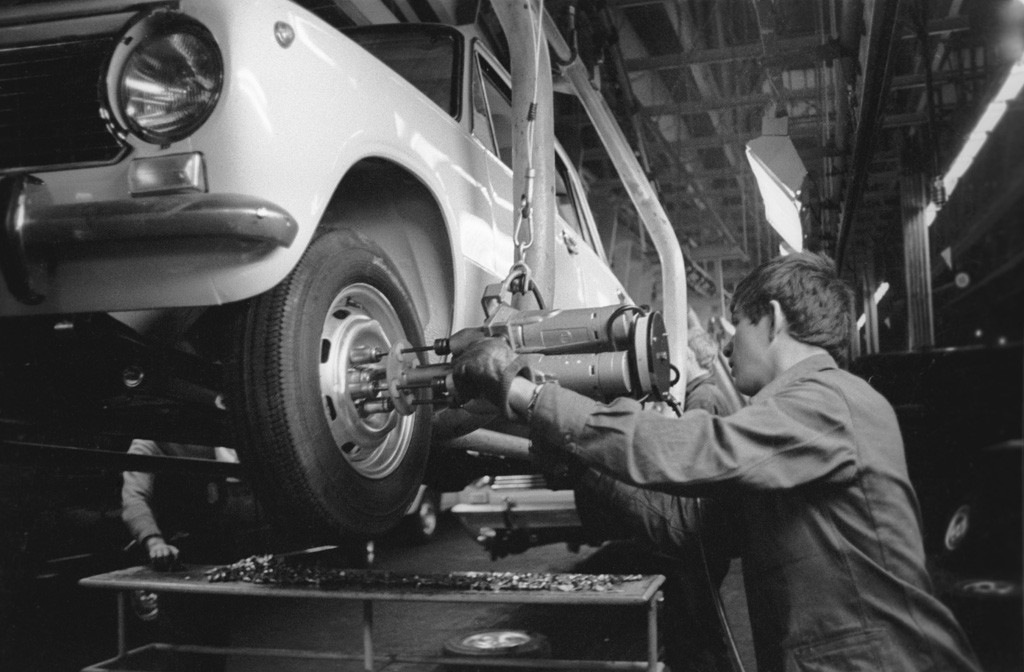
Una imatge de les línies de muntatge a la planta de VAZ. a la ciutat de Tolyatti, Rússia, el 1969 s'inicia la producció del cotxe, sent retirada la seva producció a les instal·lacions de Izhmash en l'any de 2009.

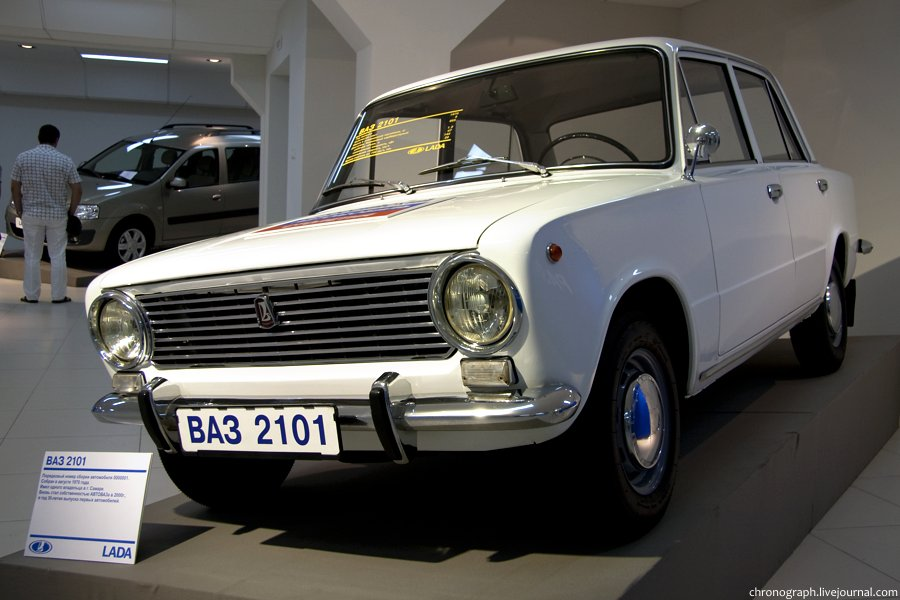
El primer VAZ-2101 / Lada Zhiguli de producció, en exhibició.

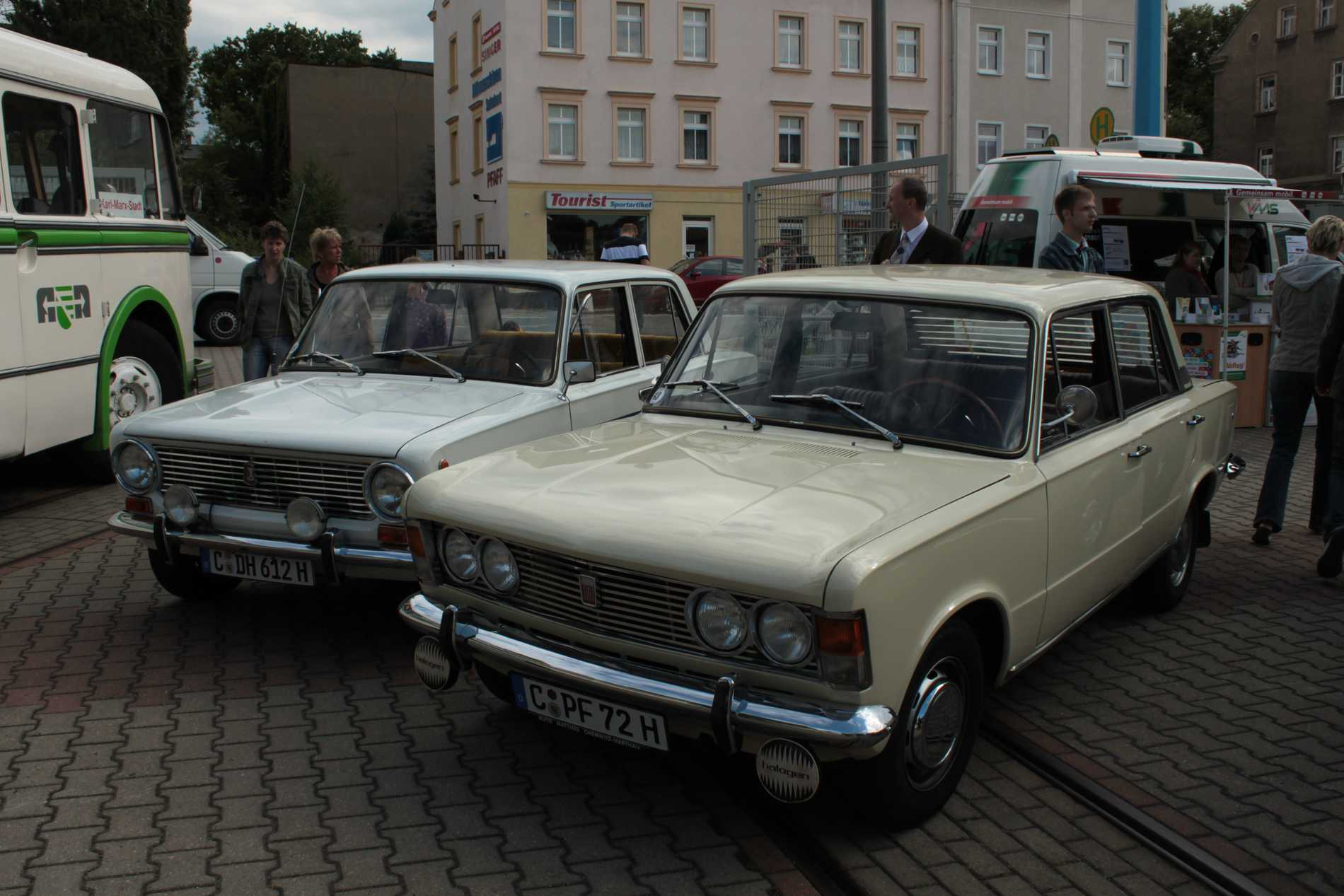
Una comparació entre el VAZ-2101 i el Fiat Polski 125P.

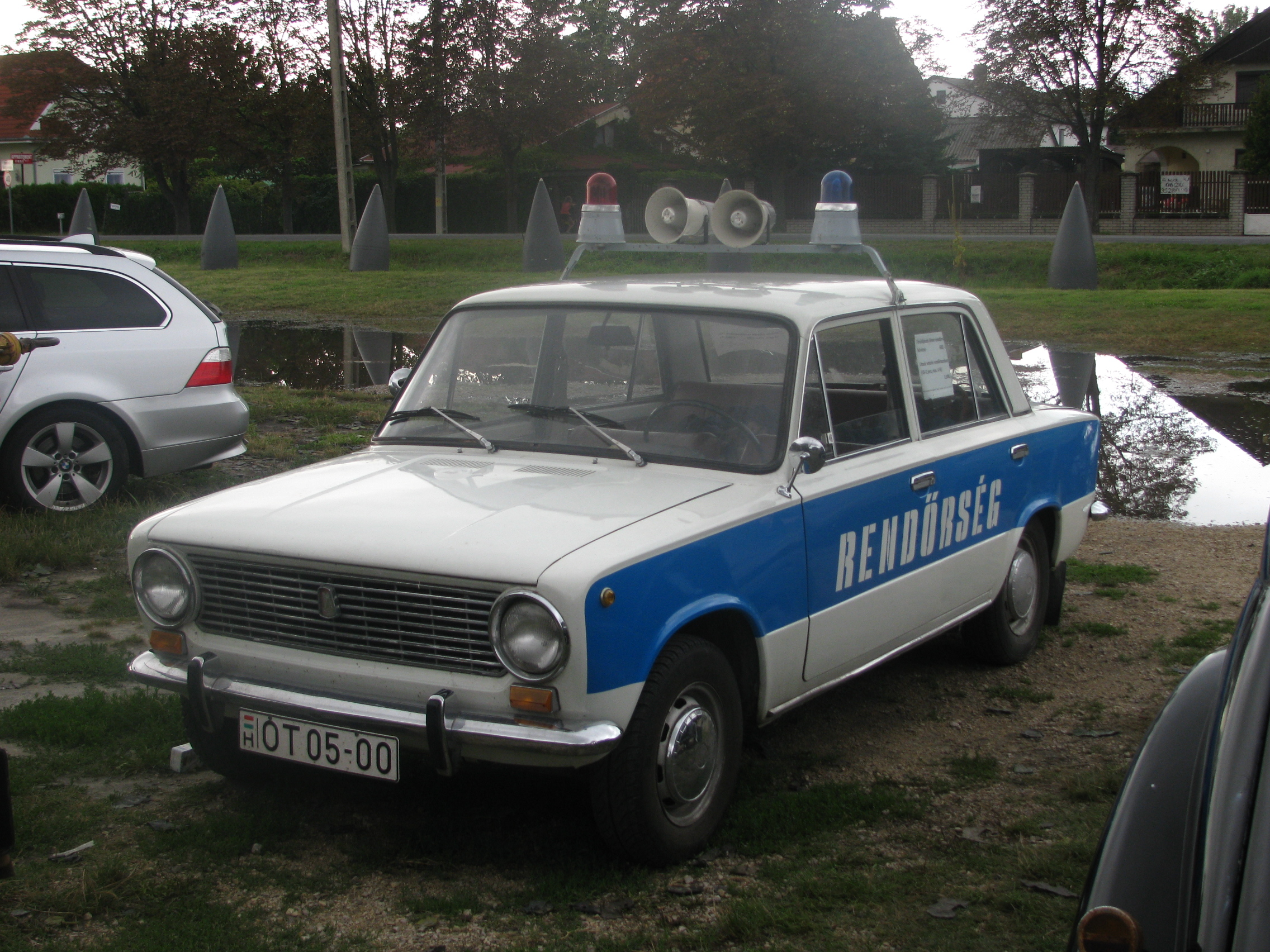
Radiopatrulla hongaresa basada en el VAZ-2104.

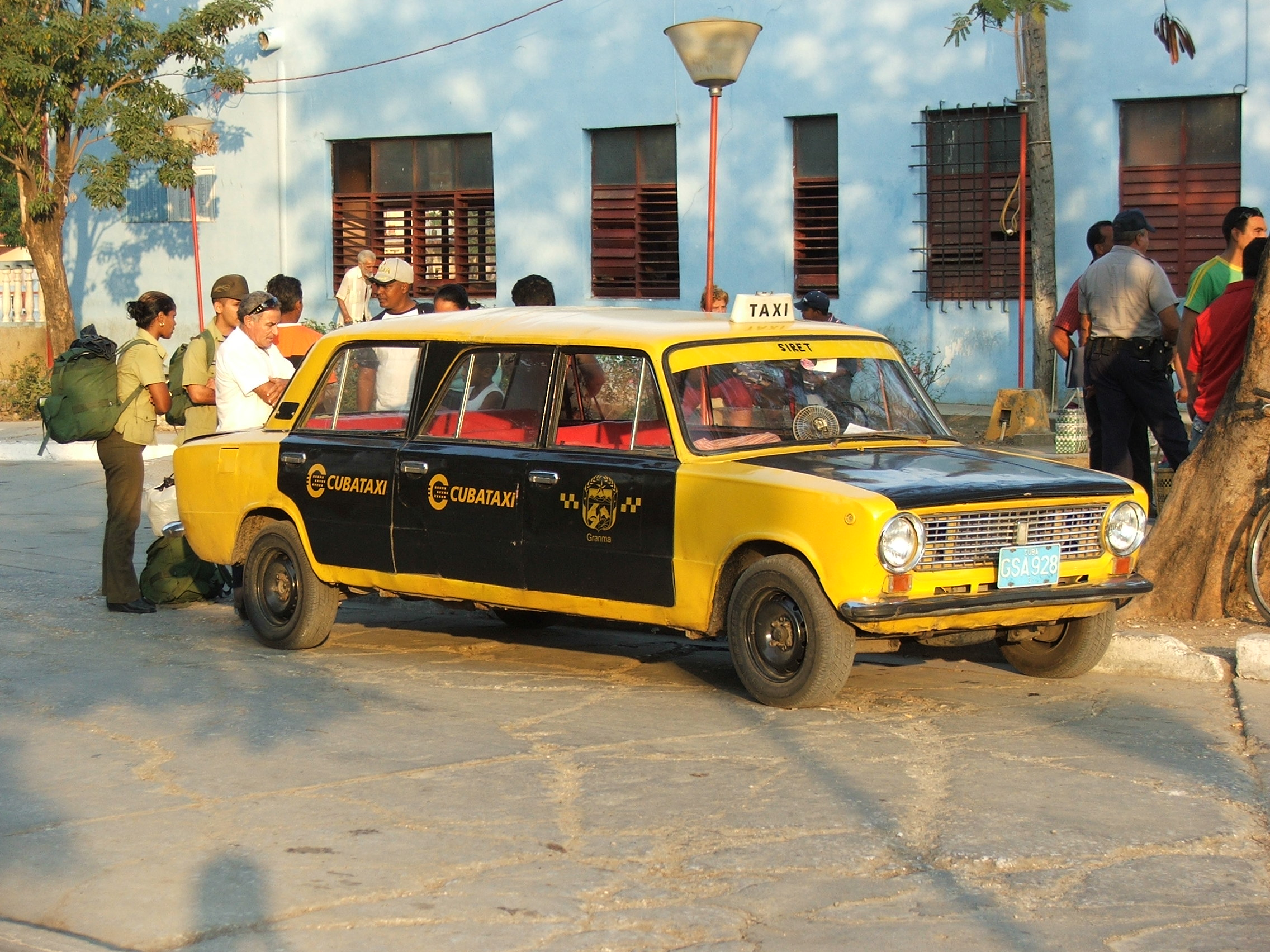
Una de les mostres de l'enginy cubà, la Ladalimusina, feta de la unió de dues carrosseries de VAZ-2101.

| 2104  | 1.3L        | Lada Nova 1300 Break Lada Nova 1300 Estate Lada Nova 1300 Family | 1984-1994         | |
| 21041 | 1.6L        | Lada Laika                                                       | 2000-2004         | Amb caixa de 5 marxes                                                                                          |
| 21043 | 1.5L        | Lada Nova 1500 Break Lada Nova 1500 Estate Lada Nova 1500 Family | 1984-2004         | Versió amb caixa de 5 marxes.                                                                                  |
| 21044 | 1.7L        | Lada Nova 1700 Break Lada Nova 1700 EstateLada Nova 1700 Family  | -                 | Versió d'exportació únicament; sistema fuel injection del tipus CPI (Sistema de Port Central), provinent de GM |
| 21045 | 1.5L Dièsel | -                                                                | -                 | Versió d'exportació únicament; amb un motor produït sota llicència                                             |
| 21046 | 1.3L        | -                                                                | -                 | Volant a la dreta                                                                                              |
| 21047 | 1.5L        | -                                                                | -                 | Versió de luxe de l'21043, volant a la dreta                                                                   |

- VAZ-2105 Sedan

| Nom       | Motor | Nom d'exportació        | Anys de producció | Notes |
| --------- | ----- | ----------------------- | ----------------- | --- |
| 2105      | 1.3L  | Lada Nova Lada 1300 L   | 1979-1995         | |
| 21051     | 1.2L  | Lada Junior Lada 1200 S | 1979-1995         | |
| 21053     | 1.5L  | Lada Nova Lada Laika    | 1979-2004         | |
| 21054     | 1.6L  | -                       | -                 | Versió Policial; ve amb un tanc de gasolina i una bateria addicional                                                                                         |
| 21056     | 1.3L  | Lada Riva               | 1983-1997         | Volant a la Dreta |
| 21057     | 1.5L  | Lada Riva               | 1983-1997         | Volant a la Dreta |
| 21058     | 1.2L  | Lada Riva               | 1983-1997         | Volant a la Dreta |
| 21059     | -     | -                       | -                 | Versió Policial; ve amb un motor Wankel VAZ-4132 |
| 2105 VFTS | 1.6L  | -                       | 1982-2010         | Versió d'alt acompliment, equipada amb un motor de 160 hp (119 kW) de força motora i turbocarregador (1.8l amb un turbo d'admissió i prop de 240HP de força) |